# Peter Gröning
Pour les articles homonymes, voir Gröning.
 (octobre 2023).
Si vous disposez d'ouvrages ou d'articles de référence ou si vous connaissez des sites web de qualité traitant du thème abordé ici, merci de compléter l'article en donnant les références utiles à sa vérifiabilité et en les liant à la section « Notes et références ».
Peter Gröning, né le 29 avril 1939 à Berlin est un coureur cycliste allemand. Il a notamment été médaillé d'argent de la poursuite par équipes aux Jeux olympiques de 1960.

## Biographie
Après la fin de sa carrière active, il apprend le métier de photographe sportif et devient rédacteur en chef photo du journal allemand Sport Echo. Déclenché par la maladie de son père Herbert Gröning, également cycliste sur piste à succès et plus tard entraîneur de cyclisme au SC Dynamo Berlin, il reprend l'entreprise artisanale de son père, une blanchisserie et un pressing à Berlin-Hohenschönhausen, qu'il possède jusqu'à l'automne 1990. après que son père ait quitté l'affaire. Il était superviseur du nettoyage des textiles à la Chambre des métiers de Berlin-Est.
Au début des années 2000, il revient à la photographie, entre autres, il décrit le travail de la police berlinoise dans son livre « People in Blue Light » et couvre de nombreuses visites d'État à Berlin, entre autres, la visite du président américain George W. Bush à la chancelière fédérale Angela Merkel à Trinwillershagen en 2006.

## Palmarès

### Jeux olympiques
- Rome 1960
  -  Médaillé d'argent de la poursuite par équipes

### Championnats nationaux
- Champion de RDA de poursuite par équipes en 1959